# Nina Brenn
Nina Brenn (4 de octubre de 1979) es una deportista suiza que compitió en duatlón. Ganó una medalla de plata en el Campeonato Mundial de Duatlón de Larga Distancia de 2016, y una medalla de oro en el Campeonato Europeo de Duatlón de Larga Distancia de 2016.

## Palmarés internacional
| Campeonato Mundial | Campeonato Mundial      | Campeonato Mundial | Campeonato Mundial |
| Año                | Lugar                   | Medalla            | Prueba             |
| ------------------ | ----------------------- | ------------------ | ------------------ |
| 2016               | Zofingen ( Suiza)       | Medalla de plata   | Individual         |
| Campeonato Europeo |                         |                    |                    |
| Año                | Lugar                   | Medalla            | Prueba             |
| 2016               | Copenhague ( Dinamarca) | Medalla de oro     | Individual         |